# Punta Rucia
Punta Rucia är en udde i Dominikanska republiken.   Den ligger i provinsen Puerto Plata, i den nordvästra delen av landet, 200 km nordväst om huvudstaden Santo Domingo.
Terrängen inåt land är huvudsakligen platt, men söderut är den kuperad. Havet är nära Punta Rucia åt nordväst. Runt Punta Rucia är det ganska tätbefolkat, med 172 invånare per kvadratkilometer. Närmaste större samhälle är Villa Isabela, 16,4 km sydost om Punta Rucia. 